# Monaeses gibbus
Monaeses gibbus là một loài nhện trong họ Thomisidae.
Loài này thuộc chi Monaeses. Monaeses gibbus được miêu tả năm 1984 bởi Dippenaar-Schoeman.